# Niurka Montalvo

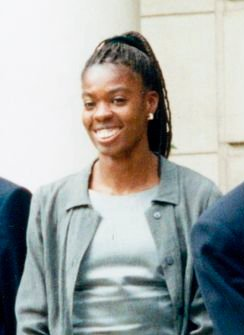
Niurka Montalvo, 1999

Niurka Montalvo (Niurka Montalvo Amaro; * 4. Juni 1968 in Havanna) ist eine spanische Leichtathletin kubanischer Herkunft.
Sie ist 1,72 m groß und wiegt 57 kg.

## Kuba
Niurka Montalvo wurde bei den Hallenweltmeisterschaften 1991 mit 6,68 m Fünfte im Weitsprung. 1993 bei den Freiluftweltmeisterschaften wurde sie mit 14,22 m Vierte im erstmals ausgetragenen Dreisprung, nur einen Zentimeter hinter der drittplatzierten Bulgarin Iva Pranscheva.
Bei den Hallenweltmeisterschaften 1995 wurde Montalvo mit 14,04 m Sechste im Dreisprung. Im Sommer des gleichen Jahres wurde sie bei den Weltmeisterschaften mit 6,86 m Zweite im Weitsprung. Sie lag zwölf Zentimeter hinter der Italienerin Fiona May. Bei den Olympischen Spielen 1996 konnte sie sich als 18. der Qualifikation im Weitsprung nicht in den Vorkampf springen.
Niurka Montalvo verbesserte in den Jahren 1990 bis 1993 dreimal den kubanischen Rekord im Weitsprung und von 1992 bis 1994 viermal den kubanischen Rekord im Dreisprung. Im Weitsprung stellte sie 1998 zwei weitere Rekorde auf, die aber vom kubanischen Verband nicht mehr anerkannt wurden, weil Niurka Montalvo ihre Einbürgerung in Spanien betrieb.

## Spanien
Am 26. Januar 1998 heiratete Niurka Montalvo einen Spanier und beantragte die spanische Staatsbürgerschaft. Am 5. Mai 1999 wurde sie offiziell Spanierin. Drei Monate später fanden in Sevilla die Weltmeisterschaften 1999 statt. Dort führte Fiona May mit 6,94 m nach den ersten fünf Versuchen. Der letzte Versuch von Niurka Montalvo wurde mit 7,06 m vermessen, was neuen spanischen Rekord bedeutete. Allerdings protestierte die italienische Mannschaftsleitung, weil Montalvo übertreten habe. Der Protest wurde zurückgewiesen und das spanische Publikum feierte den ersten Weltmeistertitel für Spanien bei diesen Weltmeisterschaften.
Während der Leichtathletik-Weltverband IAAF für die Startberechtigung bei Weltmeisterschaften nur die Staatsbürgerschaft als Startvoraussetzung verlangt, legt das Internationale Olympische Komitee andere Voraussetzungen fest. Wenn die Staatsbürgerschaft noch nicht drei Jahre besteht, muss auch das Herkunftsland einem Start bei Olympischen Spielen zustimmen. Da der kubanische Verband diese Zustimmung verweigerte, durfte Niurka Montalvo nicht an den Olympischen Spielen 2000 teilnehmen.
2001 gewann Niurka Montalvo Bronze sowohl bei den Hallenweltmeisterschaften als auch bei den Freiluftweltmeisterschaften. Ihre Weite betrug in beiden Fällen 6,88 m, wobei die Weite im Freien mit starkem Rückenwind erzielt wurde.
Bei den Olympischen Spielen 2004 gelang Niurka Montalvo kein gültiger Sprung in der Qualifikation. 2006 bei den Europameisterschaften wurde Montalvo mit 6,50 m noch einmal Siebte.

## Bestleistungen
- Weitsprung 7,06 m (1999)
- Dreisprung 14,60 m (1994)